# La casa de agua
La casa de agua es una película dramática venezolana de 1983 de la Época de Oro de la nación dirigida por Jacobo Penzo, con guion de Tomás Eloy Martínez. La película fue seleccionada como la entrada venezolana a la Mejor Película en Lengua Extranjera en los 57.º Premios Óscar, pero no fue aceptada como nominada.

## Sinopsis
Un joven, Cruz Salmerón Acosta, del empobrecido pueblo de Manicaure, Araya, rechaza la dictadura de Juan Vicente Gómez. A pesar de luchar por sus ideales, no consigue nada y regresa a Manicaure con pocas oportunidades. Al final muere solo de lepra.

## Elenco
- Franklin Vírgüez como Cruz Elías Salmerón Acosta
- Doris Wells como Asunción León Costa
- Hilda Vera como la madre de Cruz
- Alicia Plaza como Consuelo
- Elba Escobar como Ana Dolores Ramos[3]

## Producción
La película fue musicalizada por Juan Carlos Núñez, e incluye un cameo del crítico de cine Rodolfo Izaguirre interpretando a un sacerdote. Fue una de las primeras películas en recibir financiación de FONCINE.

## Legado
La casa de agua fue votada como una de las mejores películas venezolanas de todos los tiempos en una encuesta de 1987 a 29 expertos organizada por la revista Imagen. También fue votada como una de las mejores películas venezolanas de todos los tiempos en una encuesta de 2016 de 41 expertos organizada por la Fundación Cinemateca Nacional.Forma parte de una de las 15 películas consideradas patrimonio cinematográfico de Venezuela por la UNESCO, e incluida en el Programa Memoria del Mundo.